# Carl Fredrik Törnflycht
Carl Fredrik Törnflycht, född 21 oktober 1711, död 21 april 1767 i Stockholm, var en svensk greve, hovfunktionär och riksråd. Han var son till Olof Törnflycht och gift med Brita Christina Sparre.

## Biografi
Carl Fredrik Törnflycht föddes 1711. Han var son till landshövdingen greve Olof Törnflycht och grevinnan Hedvig Ulrika Posse. Törnflycht blev 3 juni 1725 student vid Uppsala universitet och blev 5 juli 1731 kammarherre. Under år 1731 följde han kung Fredrik I:s resa till Hessen och besökte därefter Frankrike och Holland. Han blev 21 juni 1734 auskultant i Bergskollegium och 1743 kammarherre hos kronprinsen Adolf Fredrik. Törnflycht blev 8 maj 1751 tjänstgörande kammarherre hos kungen.
Törnflycht ägnade sig, liksom fadern, åt hovtjänsten, inom vilken han 6 september 1756 avancerade till hovmarskalk. Då han, trots att han var förbunden med hattpartiet, under denna tjänstgöring kommit i tämligen gott förhållande till kungafamiljen, blev han 1761 av Adolf Fredrik utnämnd till riksråd och 1762 enligt kungens önskan av ständerna vald till guvernör för arvprinsarna Karl och Fredrik Adolf. Som riksråd började han snart fjärma sig ifrån hattarna och han skonades därför vid hattrådets störtande 1765. När de segrande mössorna 1766 ville bereda plats i rådet åt Joachim von Düben, förmåddes Törnflycht, som träffats av slag, att begära tjänstledighet.
Törnflycht avled 1767 i Stockholm och begravdes 21 april samma år i Riddarholmskyrkan, Stockholm. Kroppen gravsattes senare i familjegraven i Ösmo kyrka.

### Egendom
Han ägde bland annat Nynäs i Ösmo socken.

### Familj
Törnflycht gifte sig 22 maj 1739 med friherrinnan Brita Christina Sparre (1720–1776), dotter till generallöjtnanten och landshövdingen friherre Fredrik Henrik Sparre och Virginia Christina Lilliehöök af Gälared och Kolbäck. De fick tillsammans barnen Ulrika Christina Törnflycht (1744–1761), Fredrika Lovisa Augusta Törnflycht (1756–1757) och Carl Törnflycht (1759–1761).